# ApacheBench
ApacheBench (ab) — однопоточная программа для командной строки, используемая для измерения производительности HTTP веб-серверов. Изначально разработанная для тестирования HTTP-сервера Apache, в основном подходит для тестирования любого веб-сервера. Утилита ab поставляется вместе со стандартной дистрибуцией Apache, и как сам Apache, является свободным ПО и распространяется под Лицензией Apache.

## Пример использования
```
ab -n 100 -c 10 
http://www.example.com/
```

Эта команда выполнит 100 HTTP GET запросов, с обработкой до 10 запросов одновременно, к указанному URL, в этом примере "http://www.example.com/".